# 卡瑪卡瑪龍屬
卡瑪卡瑪龍屬（屬名：Kemkemia）是鱷形超目的一屬，生存於白堊紀（森諾曼階）的北非，過去曾被歸類於獸腳亞目的阿貝力龍超科。
在1999年，一群義大利科學家在摩洛哥挖掘無脊椎動物化石時，發現卡瑪卡瑪龍的化石。正模標本（編號MSNM V6408）是一節末端尾椎，長6.048公分，高3.381公分。在2009年，義大利古生物學家Andrea Cau與Simone Maganuco將這個標本正式命名。模式種是安氏卡瑪卡瑪龍（K. auditorei）屬名是以卡瑪卡瑪地層為名，種名則是以義大利古動物繪畫家Marco Auditore為名。
研究人員命名卡瑪卡瑪龍時，根據脊椎骨的形態，尤其是高度特化的神經棘，推論卡瑪卡瑪龍可能屬於新角鼻龍類，但由於化石過少，研究人員將其歸類於獸腳亞目的未定位屬。由於化石與發現於印度馬斯垂克階的尾椎相當類似，卡瑪卡瑪龍可能屬於新角鼻龍類的阿貝力龍超科。在2012年，這群義大利科學家重新研究這些化石，發現卡瑪卡瑪龍具有典型的鱷形類特徵，而非獸腳類恐龍。
卡瑪卡瑪龍是種中型肉食性鱷形類，身長約4到5公尺。由於脊椎並不粗壯，卡瑪卡瑪龍可能是體型修長的。該標本來自於一個成年個體。在卡瑪卡瑪地層，曾發現許多大型獸腳類恐龍，例如：棘龍、鯊齒龍、三角洲奔龍，而鱷形類的化石較少。